# Kamenná Poruba, Vranov nad Topľou
Kamenná Poruba este o comună slovacă, aflată în districtul Vranov nad Topľou din regiunea Prešov. Localitatea se află la altitudinea de 150 m deasupra n.m., se întinde pe o suprafață de 7,41 km2 și în 2017 număra 1.390 de locuitori.

## Istoric
Localitatea Kamenná Poruba este atestată documentar din 1402.

## Demografie
| An:                | 1994 | 2004    | 2014    | 2024    |
| ------------------ | ---- | ------- | ------- | ------- |
| Număr de persoane: | 969  | 1160    | 1332    | 1727    |
| Diferență:         |      | +19,71% | +14,82% | +29,65% |

| An:                | 2023 | 2024   |
| ------------------ | ---- | ------ |
| Număr de persoane: | 1660 | 1727   |
| Diferență:         |      | +4,03% |